# Алматинская ТЭЦ-3
Алматинская ТЭЦ-3 (также известна как Алма-Атинская ГРЭС) — теплоэлектроцентраль, расположенная в посёлке Отеген-Батыр Алматинской области Казахстана. Входит в состав АО «Алматинские электрические станции», 100 % акций которого принадлежит Самрук-Энерго.
По данным KEGOC, фактическая установленная мощность ТЭЦ на конец 2012 года — 173 МВт.
В состав ТЭЦ-3 входит следующее основное оборудование:
- шесть энергетических котлоагрегатов БКЗ-160-100;
- три паровые турбины Т-41-90;
- одна паровая турбина К-50-90.

## История
Проект строительства первой очереди ТЭЦ (100 МВт) был утвержден решением Алма-Атинского Совнархоза 9 декабря 1957 года. Строительство станции началось в 1959 году. Первый энергоблок был введен в эксплуатацию в марте 1962 года, в 1965 году достигнута проектная мощность — 200 МВт. С вводом в работу в 1967 году котлоагрегата № 6 строительство станции было в основном завершено.
Для теплоснабжения теплично-парникового комбината и увеличения потребления тепла при расширении поселка Отеген-Батыр в 1973 году проведена реконструкция турбины № 3 с организацией теплофикационного отбора, в 1976 году — турбины № 2, в 1985 году — турбины № 1. Суммарная мощность станции снизилась до 173 МВт.
С 15 февраля 2007 года ТЭЦ-3 входит в состав АО «Алматинские электрические станции».